# Aaron Cresswell
Aaron William Cresswell (Liverpool, 15 de dezembro de 1989) é um futebolista inglês que atua como lateral-esquerdo. Atualmente está sem clube.
Cresswell estreou pela primeira vez no Tranmere Rovers em 2008 e fez 70 jogos na liga pelo clube antes de assinar pelo Ipswich em 2011, após um tribunal concordar com o valor da transferência. Ele fez 138 aparições pelo Ipswich marcando seis gols, antes de se juntar ao West Ham United em julho de 2014. Ele fez sua estreia internacional pela Inglaterra em novembro de 2016 em um amistoso contra a Espanha no Estádio de Wembley.

## Carreira

### Tranmere Rovers
Nascido em Liverpool, Merseyside, Cresswell iniciou sua carreira no sistema juvenil da Tranmere Rovers antes de assinar seu primeiro contrato profissional em julho de 2008. Ele estreou na equipe no dia 1 de novembro de 2008 em uma partida da Liga Um com Milton Keynes Dons, que terminou com derrota de 1 a 0 .
Embora ele tenha recebido um novo contrato do clube no final da temporada 2010–11, o gerente da Tranmere, Les Parry, esperava que Cresswell recusasse a oferta de contrato dizendo "Aaron tem quatro ou cinco clubes do campeonato tentando contratá-lo; se eu tivesse que adivinhar, diria que Aaron pode nos deixar neste verão" .

### Ipswich Town
Em junho de 2011, a mídia informou que Ipswich Town havia vencido a corrida para assinar com o jogador vencendo nomes como West Brom e Doncaster Rovers por sua assinatura, embora os clubes não concordassem com uma taxa e a resolução disso deveria ir a um tribunal de transferência . Um contrato de três anos foi posteriormente anunciado como assinado .
No verão de 2012, excelentes atuações no Ipswich Town, onde ganhou o prêmio de Jogador do Ano dos Apoiadores, levaram o jogador a ser vinculado a clubes da Premier League, como o Aston Villa .

### West Ham United

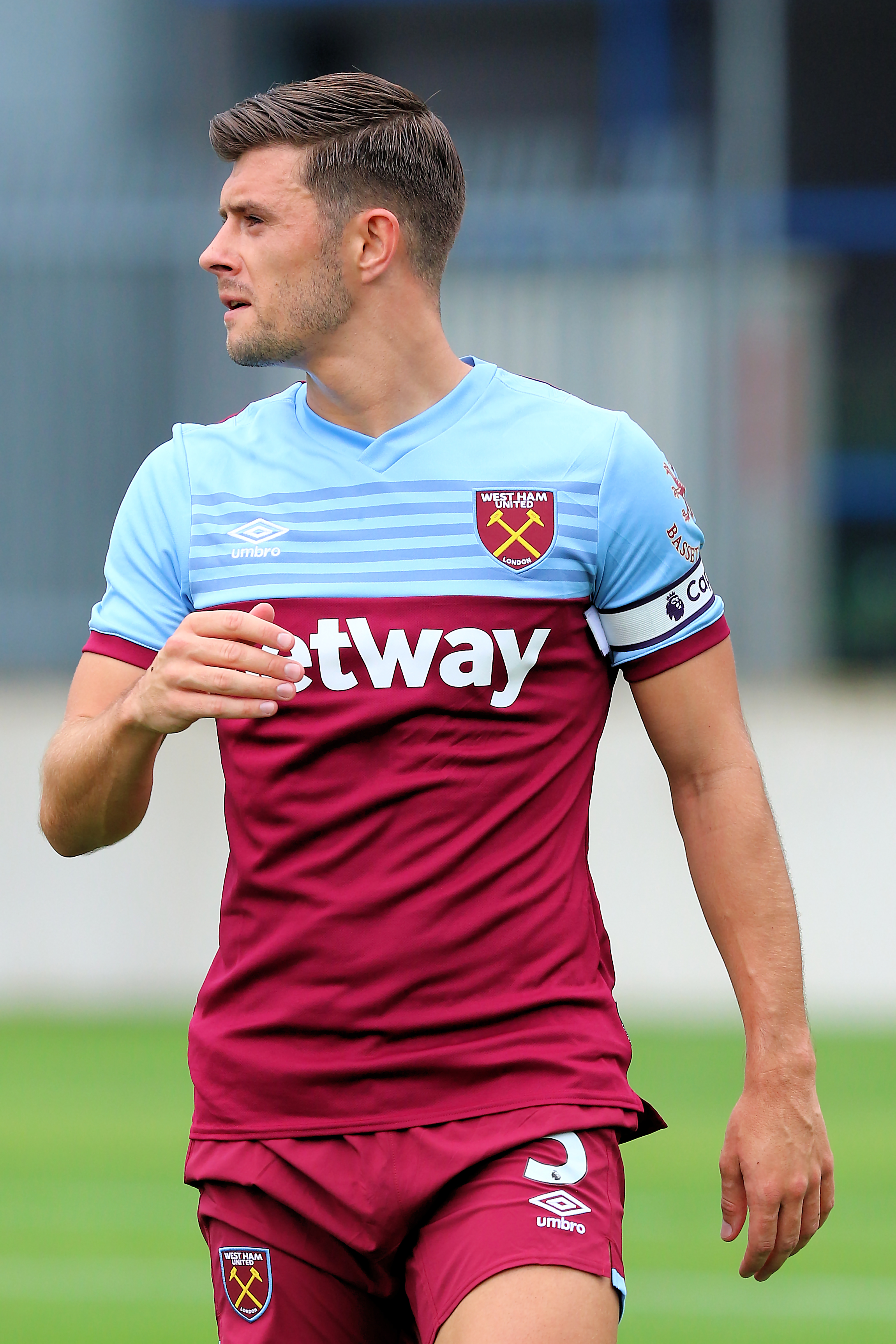
Aaron para West Ham United em 2019.

No dia 3 de julho de 2014, Cresswell ingressou no West Ham United em um contrato de cinco anos por uma taxa não revelada que se acredita estar na região de £ 3,75 milhões, além de cláusulas adicionais. Ele estreou no West Ham no dia 16 de agosto de 2014 em uma derrota em casa por 1 a 0 contra o Tottenham. Em 29 de novembro, ele marcou seu primeiro gol pelo clube, na vitória por 1 a 0 sobre o Newcastle no Boleyn Ground. Em maio de 2015, Cresswell foi nomeado Martelo do Ano e Jogador do Ano. Cresswell jogou todas as 38 partidas da liga e todas as quatro partidas da Copa da Inglaterra pelo West Ham entre 2014 e 2015. Em junho de 2015, Cresswell assinou um novo contrato que o manteria com o West Ham até 2020, com a opção por mais dois anos .
Cresswell fez o maior número de aparições de qualquer jogador do West Ham em 2015–16, jogando em 47 partidas. Ele participou de 37 dos 38 possíveis jogos da Premier League com dois gols, fora do Aston Villa em 26 de dezembro e do eventual campeão do Leicester City em um empate por 2 a 2 em 17 de abril .
Em julho de 2016, Cresswell se machucou na vitória por 3 a 0 na pré-temporada sobre o Karlsruher SC. Sofrendo uma lesão no ligamento do joelho, inicialmente se esperava que Cresswell ficasse fora de ação por quatro meses. Cresswell se recuperou a tempo de retornar à vitória por 1 a 0 do West Ham no Crystal Palace, em 15 de outubro, ajudando Manuel Lanzini no gol da vitória. No entanto, seu retorno foi interrompido depois que ele foi expulso por dois cartões amarelos. dentro de um minuto.

## Seleção Nacional
No dia 7 de novembro de 2016, Cresswell recebeu sua primeira convocação para a Seleção Inglesa, para a eliminatória da Copa do Mundo da FIFA 2018 com a Escócia e um amistoso com a Espanha, após a saída de Danny Drinkwater da equipe devido a lesão. Ele estreou em 15 de novembro, substituindo Danny Rose em um empate por 2 a 2 com a Espanha no Estádio de Wembley.

## Estatísticas
Atualizado em 28 de setembro de 2019.

### Clubes
| Equipe          | Temporada      | Liga           | Liga  | Liga | Taça FA | Taça FA | Taça da Liga | Taça da Liga | Outros Torneios | Outros Torneios | Total | Total |
| Equipe          | Temporada      | Divisão        | Jogos | Gols | Jogos   | Gols    | Jogos        | Gols         | Jogos           | Gols            | Jogos | Gols  |
| --------------- | -------------- | -------------- | ----- | ---- | ------- | ------- | ------------ | ------------ | --------------- | --------------- | ----- | ----- |
| Tranmere Rovers | 2008–09        | League One     | 13    | 1    | 1       | 0       | 0            | 0            | 0               | 0               | 14    | 1     |
| Tranmere Rovers | 2009–10        | League One     | 14    | 0    | 0       | 0       | 2            | 0            | 1               | 0               | 17    | 0     |
| Tranmere Rovers | 2010           | League One     | 43    | 4    | 1       | 1       | 2            | 0            | 3               | 0               | 49    | 5     |
| Tranmere Rovers | Total          | Total          | 70    | 5    | 2       | 1       | 4            | 0            | 4               | 0               | 80    | 6     |
| Ipswich Town    | 2011           | Campeonato     | 44    | 1    | 1       | 0       | 1            | 0            | —               | —               | 46    | 1     |
| Ipswich Town    | 2013           | Campeonato     | 46    | 3    | 1       | 0       | 2            | 1            | —               | —               | 49    | 4     |
| Ipswich Town    | 2013–14        | Campeonato     | 42    | 2    | 1       | 0       | 0            | 0            | —               | —               | 43    | 2     |
| Ipswich Town    | Total          | Total          | 132   | 6    | 3       | 0       | 3            | 1            | —               | —               | 138   | 7     |
| West Ham United | 2014–15        | Premier League | 38    | 2    | 4       | 0       | 0            | 0            | —               | —               | 42    | 2     |
| West Ham United | 2009–10        | Premier League | 37    | 2    | 6       | 0       | 1            | 0            | 3               | 0               | 47    | 2     |
| West Ham United | 2016           | Premier League | 26    | 0    | 1       | 0       | 2            | 0            | 0               | 0               | 29    | 0     |
| West Ham United | 2017           | Premier League | 36    | 1    | 1       | 0       | 2            | 0            | —               | —               | 39    | 1     |
| West Ham United | 2018–19        | Premier League | 20    | 0    | 0       | 0       | 2            | 0            | —               | —               | 22    | 0     |
| West Ham United | 2019–20        | Premier League | 3     | 2    | 0       | 0       | 1            | 0            | —               | —               | 4     | 2     |
| West Ham United | Total          | Total          | 160   | 7    | 12      | 0       | 8            | 0            | 3               | 0               | 183   | 7     |
| Carreira Total  | Carreira Total | Carreira Total | 363   | 18   | 17      | 1       | 15           | 1            | 7               | 0               | 401   | 20    |

### Internacional
Até a partida disputada em 8 de outubro de 2017.
| Time       | Ano   | Jogos | Gols |
| ---------- | ----- | ----- | ---- |
| Inglaterra | 2016  | 1     | 0    |
| Inglaterra | 2017  | 2     | 0    |
| Total      | Total | 3     | 0    |

## Títulos
West Ham
- Liga Conferência Europa da UEFA: 2022–23